# Proman
Pour l’article homonyme, voir Matt Proman.
 (mars 2024).
L'article doit être relu — et modifié si nécessaire — par des contributeurs indépendants pour apporter un regard critique aux contributions effectuées en violation des conditions d'utilisation de Wikipédia, tant sur la forme (notamment concernant le style encyclopédique, la proportionnalité) que sur le fond (la neutralité de point de vue, la qualité et l'indépendance des sources).
Proman est une entreprise française spécialisée dans le domaine du travail temporaire et dans le recrutement en CDD/CDI, fondée en 1990 à Manosque par Évelyne et Roland Joseph Gomez.

## Histoire
Roland Joseph Gomez, chaudronnier-soudeur devenu directeur d'agence de maintenance industrielle, crée en novembre 1990 la première agence d'intérim Proman à Manosque. Son fils Roland Dominique Gomez rejoint la société peu de temps après.
En 2000, Proman ouvre sa centième agence en France. En 2008, la société de portage salarial AGC est intégrée au groupe. En 2009, Proman est le prestataire référencé en ressources humaines de Roland Garros, remplaçant le sponsor Adecco.
À partir de 2012, Proman s'implante en Europe. Proman intègre le réseau d'agences anglais HEADS Recruitment en 2015. En 2016, Proman rachète la société belge LEM Intérim et la société suisse A à Z Emplois. En 2017, Proman ouvre sa première agence en Amérique du Nord, au Canada. En 2018, les sociétés américaines Paramount Staffing et Prostar Staffing rejoignent le groupe Proman. En 2019, la société américaine Talent Force rejoint le groupe Proman. Le groupe rachète également le groupe Agilitas, présent en Belgique, aux Pays-Bas, en Pologne et en Croatie.

## Activités
Le groupe Proman bénéficie d'un réseau d'environ 350 agences de travail temporaire généralistes et de 50 spécialisées en France. Ces agences couvrent plusieurs domaines d’activité tels que le BTP, la logistique, le transport, l'industrie, le tertiaire, l’automobile, l’aéronautique, l’énergie et l’environnement.
Elle est présente dans 16 pays avec plus de 915 agences et réalise 3,8 milliards d’euros de chiffre d’affaires en 2022.